# エアーマネジメント
『エアーマネジメント 大空に賭ける』（エアーマネジメント おおぞらにかける - AIR MANAGEMENT）は、1992年4月5日に日本の光栄から発売されたスーパーファミコン用経営シミュレーションゲーム。略称は「エアマネ」。北米では『Aerobiz』のタイトルで発売された。
同社の『トップマネジメント』（1984年）に続く「ビジネスシミュレーションゲーム」第2作。ゲームの基本は乗り入れを希望する都市と交渉して空港のスロットを確保し、就航先の都市に支社を設置してさらに路線を拡大する作業となり、期限内に4社中最も早く全22都市を航路で結ぶ事を目的としている。登場する航空会社は全て架空の会社名となっている。なお、北米版及び欧州版では冒頭に航空機メーカー各社のクレジットが入る。
開発は光栄が行い、プロデューサーはシブサワ・コウ、音楽はPCエンジンCD-ROM²用ソフト『エルディス』（1991年）を手掛けた岩崎琢が担当している。
同年にFM TOWNS、PC-9801、X68000などの日本国産パソコンに移植された他、メガドライブにも移植された。
後に続編となるスーパーファミコン用ソフト『エアーマネジメントII 航空王をめざせ』（1993年）が発売された他、1996年にはリメイク版として、PlayStationおよびセガサターン用ソフト『エアーマネジメント'96』が発売された。本項では、『エアーマネジメント'96』についても併せて記述する。

## ゲーム内容

### システム
プレイヤーは航空会社の経営者となり任意の都市に本社を設置し、都市間を「航路」で結び、利益をあげることを目指す。プレイヤーの勝利条件は競合各社より早く、かつ32年以内に全22都市を航路で結び、利益を黒字にし、ゲームレベルによって定められた年間利用客数を満たすことである。登場する航空機は全20種。

### 都市
各都市は人口・経済力・観光地・魅力(プレイヤーには見えないが、経済力と観光地の数値を元に導き出される)と言うパラメータを持ち、旅客の需要に関わるものである。人口以外ついてはゲーム上ではD - A,Sで大雑把にランク分けがされているが、内部では1 - 100までの値を持つ。以上についてはゲームを進めていくことで都市が得た税金によって徐々に向上していくが、例えばリゾート都市は観光地に、ビジネス都市は経済力に特化して成長するなどの傾向が見られる。そのほか「スロット」という概念があり、これはその都市に乗り入れることのできる航空機の枠である。随時拡張はなされるが、競合各社に先だって交渉員を派遣し、これを確保しておく必要がある。交渉にはある程度の期間が必要であり、成果が現れるまで最大で18か月を要する。また、本社・支社を設置している都市については、この交渉をやや有利に行なう事ができる。また航路の拡充に合わせ、航空機も随時購入していくことになる。これについては特定のメーカーから多くの物を購入していると、値引きを行なってくれる様になるという要素もある。なお、航路についてはもちろん、大都市同士を結ぶものが利益が高く、需要以上に大量の航空機を飛ばしても乗ってくれる客がおらず、赤字がかさむだけである

### その他
- 会議というシステムがあり、各担当者から経営についての意見を募ることができる[8]。
- 自社および競合各社とは独立した至極小規模のチャーター便会社があるが、それの株式の売買により若干の収入を得られる可能性があるほか、51%以上の株を所有すれば買収等も可能となっている[9]
- 航空機については西側、東側により購入できる機体が異なる[10]。ただしペレストロイカのイベントが発生すれば、この制限は取り払われる[11]。
- 競合各社との競争には、運賃の値下げ、サービスの向上、キャンペーン等広告活動、故障率を抑える、多くの便を発着させ利便性を向上させる、などの要素があるが、コストカットを徹底してしまうとストライキが発生するおそれもある[12]。
- ホテルを建設するとスロットの交渉時に有利に働くほか、都市の乗客数も増える。ただし宿泊収入自体にはあまり期待できない[13]
- ボーイング747-400を始め長距離を飛べる機種が登場する。
- 「ドイツ統一」「EC統合」「ソビエト連邦民主化」「朝鮮半島統一」等の歴史イベント有り。その他ランダムに戦争、観光旅行ブームなどが発生し、ゲームに影響を及ぼす[14]。
- ちなみにソビエト連邦はこのゲームが発売される前年の1991年の12月に崩壊した。リメイク版の'96ではこれらのイベントの一部が別のイベントに差し替えられている。

## 設定

### シナリオ
シナリオ11963年。超音速旅客機が話題となっていた時期。
シナリオ21983年。太平洋方面で激しい経営競争が繰り広げられていた時期。各都市もシナリオ1より成長している。

### 登場する都市
- 東京
- 北京
- →  香港
- →  シンガポール
- デリー
- テヘラン
- →  モスクワ
- ロンドン

- パリ
- ローマ
- カイロ
- →  ナイロビ
- ラゴス
- バンクーバー
- ニューヨーク
- ロサンゼルス

- ホノルル
- メキシコシティ
- リオデジャネイロ
- ブエノスアイレス
- リマ
- シドニー

## 他機種版

### 一覧
| No. | タイトル                                     | 発売日               | 対応機種                 | 開発元   | 発売元   | メディア                                                    | 型式                              | 備考       |
| --- | -------------------------------------------- | -------------------- | ------------------------ | -------- | -------- | ----------------------------------------------------------- | --------------------------------- | ---------- |
| 1   | エアーマネジメント 大空に賭ける              | 1992年9月1日         | FM TOWNS                 | 光栄     | 光栄     | フロッピーディスク                                          | KN10331040                        |            |
| 2   | エアーマネジメント 大空に賭ける              | 1992年10月1日        | PC-9801                  | 光栄     | 光栄     | 5インチ2HDフロッピーディスク 3.5インチ2HDフロッピーディスク | KN10331010 (5") KN10331020 (3.5") |            |
| 3   | エアーマネジメント 大空に賭ける              | 1992年11月1日 1992年 | メガドライブ             | 光栄     | 光栄     | 8メガビットロムカセット                                     | T-76083 T-76046                   |            |
| 4   | エアーマネジメント 大空に賭ける              | 1992年11月20日       | X68000                   | 光栄     | 光栄     | 5インチ2HDフロッピーディスク                                | KN10331030                        |            |
| 5   | エアーマネジメント'96                        | 1996年3月22日        | PlayStation セガサターン | 光栄     | 光栄     | CD-ROM                                                      | SLPS-00269 (PS) T-7611G (SS)      | リメイク版 |
| 6   | エアーマネジメント'96 KOEI BEST コレクション | 1998年4月9日         | セガサターン             | 光栄     | 光栄     | CD-ROM                                                      | T-7668G                           | 廉価版     |
| 7   | エアーマネジメント'96 for Windows95          | 2001年9月7日         | Windows 95               | コーエー | コーエー | CD-ROM                                                      | KN11-38101                        | リメイク版 |
| 8   | コーエー定番シリーズ エアーマネジメント'96   | 2001年3月8日         | PlayStation              | コーエー | コーエー | CD-ROM                                                      | SLPM-86788                        | 廉価版     |

### エアーマネジメント'96
1作目のリメイク。PlayStation（PS）・セガサターン（SS）・Windows（95以降）の3機種で発売。グラフィック面が強化されている他、一部の時代イベント（「ソビエト連邦民主化」など）が別のものに差し替えられている。
シドニーと南米三都市を結ぶと南極上空を経由して両都市を結ぶ（SFC・MD・PC-98版では直線で航路が結ばれる為、南太平洋経由となる）。現実にはETOPSのため、南極上空を航路にする事は不可能で、本作ならではの航路である。現実では、アルゼンチンのフアン・ペロン元大統領は生前、日本とアルゼンチンをシドニー、南極上空経由で結ぶという構想を抱いていた。

## 評価
スーパーファミコン版
ゲーム誌『ファミコン通信』の「クロスレビュー」では合計29点（満40点）、『ファミリーコンピュータMagazine』の読者投票による「ゲーム通信簿」での評価は以下の通り、19.26点（満30点）となっている。この得点はスーパーファミコン全ソフトの中で241位（323本中、1993年時点）となっている。
| 項目 | キャラクタ | 音楽 | 操作性 | 熱中度 | お買得度 | オリジナリティ | 総合  |
| 得点 | 3.06       | 3.20 | 3.10   | 3.50   | 2.80     | 3.59           | 19.26 |

メガドライブ版
- ゲーム誌『ファミコン通信』の「クロスレビュー」では、8・7・7・5の合計27点（満40点）となっている[21]、『メガドライブFAN』の読者投票による「ゲーム通信簿」での評価は以下の通り、20.30点（満30点）となっている[17]。

| 項目 | キャラクタ | 音楽 | 操作性 | 熱中度 | お買得度 | オリジナリティ | 総合  |
| 得点 | 3.09       | 3.18 | 3.32   | 3.74   | 3.09     | 3.88           | 20.30 |

PlayStation版
- ゲーム誌『ファミ通』の「クロスレビュー」では、8・9・8・7の合計32点（満40点）でゴールド殿堂を獲得[22]、レビュアーからはゲームシステムに関して肯定的な意見が挙げられ、本田慈庵は「経営者はいろんなことを考えす速い決断が必要なのを実感」と評価、水ピンは数字の上下を操作して好成績を残すゲームであると指摘した上で、「数字をいじってるだけという感覚にさせない作りはうまい」とした他、敵味方の路線が把握しやすくなっている事に関して肯定的に評価、イザベラ永野はパラメーターを操作するだけであると指摘しつつも「考えるべきことは多く経営者感覚は十分味わえる」とした他、演出面が格段に向上した事に関して肯定的に評価、乱舞吉田は「ゲームとしての完成度は高い」と称賛した[28]。一方で否定的な意見として、難易度に関して本田は「最初の手際がよくないと、ライバルに先を越されて苦戦することに」と指摘、水ピンはボタンを押した際のレスポンスが遅いと指摘、永野は時間が掛かりすぎるため対戦プレイには不向きと指摘した他、吉田は航空業界という独特な世界を舞台としているが故に「それに興味があるか、ハマれるかどうかが大きな分かれ目」と総括した[28]。

- 『PlayStation Magazine』の読者投票による「ゲーム通信簿」での評価は以下の通りとなっており、18.2点（満30点）となっている[26]。

| 項目 | キャラクタ | 音楽 | お買得度 | 操作性 | 熱中度 | オリジナリティ | 総合 |
| 得点 | 2.9        | 3.2  | 2.7      | 2.8    | 3.2    | 3.4            | 18.2 |

セガサターン版
- ゲーム誌『ファミ通』の「クロスレビュー」では合計25点（満40点）[23]、『SATURN FAN』の読者投票による「ゲーム通信簿」での評価は以下の通りとなっており、19.5点（満30点）となっている[27]。

| 項目 | キャラクタ | 音楽 | お買得度 | 操作性 | 熱中度 | オリジナリティ | 総合 |
| 得点 | 3.4        | 3.1  | 3.5      | 3.0    | 3.4    | 3.1            | 19.5 |